# Manolis Mawromatis
Manolis Mawromatis, gr. Μανώλης Μαυρομμάτης (ur. 15 sierpnia 1941 w Platanias na Krecie) – grecki dziennikarz sportowy i polityk, poseł do Parlamentu Europejskiego VI kadencji.

## Życiorys
Ukończył socjologię i stosunki międzynarodowe oraz techniki kinowe, radiowe i teatralne na Uniwersytecie Rzymskim. Zajmował się reżyserią filmów krótkometrażowych, sztuk teatralnych i seriali dla radia i telewizji. Od 1975 pracował jako dziennikarz sportowy w greckich gazetach i korespondent prasy zagranicznej. Prowadził również sprawozdania z wydarzeń sportowych w radio i telewizji.
Do PE został wybrany w 2004 z listy Nowej Demokracji. Należał do frakcji chadeckiej. Zasiadał w Komisji Kultury i Edukacji.